# Tethya omanensis
Tethya omanensis är en svampdjursart som beskrevs av Sarà och Bavestrello 1995. Tethya omanensis ingår i släktet Tethya och familjen Tethyidae.
Artens utbredningsområde är havet utanför Oman. Inga underarter finns listade i Catalogue of Life.